# مشاريع صغيرة (مسلسل)
مشاريع صغيرة مسلسل سوري كوميدي اجتماعي يناقش محاولات الخروج من قاع الفقر عبر أفكار بسيطة لكنها تفشل جميعها وتتأزم الأمور أكثر فأكثر نتيجة الإهمال والبلادة.

## قصة المسلسل
يتناول حياة أسرة كثيرة العدد (سبعة أبناء وبنات) مات الأب فيها في مرحلة مبكرة فوقع العبء على الابن الأكبر فيحاول بعض أفراد الأسرة الخروج من حالة الفقر التي يعانون منها عبر مشاريع صغيرة يعتقدون أنها ستتطور في المستقبل ولكن الواقع يفشل هذه المشاريع، ويتناول العمل قضايا مهمة مثل علاقة المرأة والرجل والصراع بين الالتزام بالواجب وبين الحب وطبيعة العلاقة بين أشخاص ذوي انتماءات طبقية مختلفة ويجسد دور البطولة النجم سلوم حداد حيث يلعب شخصية (عاصي) وهو الابن الأكبر الذي تلقى على كاهله المسؤولية ويضطر للتخلي عن خطيبته التي تربطه بها علاقة رسمية غير مدعمة بالمشاعر رغم أنها انتظرته عدة أعوام.

## عن المسلسل
هو أول عمل إخراجي للمخرج المثنى صبح، وثالث أعمال الموسيقي طارق الناصر بعد مسلسلي ملوك الطوائف (مسلسل) وعلى طول الأيام (مسلسل).

## طاقم العمل[5]
- تأليف: ممدوح حمادة.
- إخراج: المثنى صبح

### بطولة
- سلوم حداد: بدور عاصي.
- سامر المصري: بدور أبو النواس.
- عبد المنعم عمايري.
- منى واصف: بدور أم عاصي.
- محمد خاوندي.
- مرح جبر: ليلى.
- خالد تاجا.
- نضال نجم.
- لينا حوارنة.
- حسن عويتي.
- أناهيد فياض.
- رنا جمول.
- فادي صبيح.
- أدهم مرشد.
- سوسن أرشيد.
- غسان عزب.
- مازن عباس.
- بتول محمد.
- راما عيسى.
- ميرنا زينون.
- رواد عليو.
- إياد أبو الشامات.
- ناندا محمد.
- تولين البكري.
- محمد حداقي.
- محمد خير الجراح.
- جمال شقير.
- رجاء يوسف.
- فاتن شاهين.
- جرجس جبارة.

### فنيون
- مدير التصوير: أحمد إبراهيم أحمد.
- مكياج: عبير قضماني.
- موسيقى: طارق الناصر.